# Inversiula fertilis
Inversiula fertilis är en mossdjursart som beskrevs av Powell 1967. Inversiula fertilis ingår i släktet Inversiula och familjen Inversiulidae. Inga underarter finns listade i Catalogue of Life.